# Plavolici kljunorožac
Plavolici kljunorožac (lat. Bucorvus abyssinicus) je vrsta ptice iz porodice kljunorožaca. Živi u Africi po šumama, savanama i šikrama, uključujući i Etiopiju po kojoj je dobila latinski naziv.